# London (Samuel Johnson)
London è una satira composta da Samuel Johnson, sùbito dopo il suo arrivo a Londra. Quest'opera, scritta nel 1738, è stata la sua prima importante opera ad essere pubblicata. Il componimento si sviluppa in 263 versi ed è basato sulla III Satira (Non c'è posto a Roma per un Romano) di Giovenale, ed esprime il pensiero del personaggio Thales che decide di abbandonare Londra per il Galles. Johnson si rifece a Giovenale innanzitutto per la sua predilezione per il poeta di Roma e, in secondo luogo, per seguire una tendenza popolare nel XVIII secolo fra i letterati, con in testa Alexander Pope, che privilegiavano le imitazioni dei poeti classici, in special modo da parte dei giovani poeti impegnati nelle loro prime pubblicazioni.

## Contesto
Durante il mese di marzo 1737, Johnson abitava a Londra con il suo ex allievo, l'attore David Garrick. Garrick aveva conoscenza in città e insieme a Johnson trovò ospitalità presso un lontano parente, Richard Norris, che abitava in Exeter Street. Johnson, però, non si fermò a lungo e preferì spostarsi a Greenwich nei pressi della Golden Hart Tavern per completare il dramma Irene. In seguito, nel mese di ottobre 1737, Johnson portò anche sua moglie a Londra; in un primo momento abitarono in Woodstock Street per poi trasferirsi al civico 6 di Castle Street. In breve tempo, Johnson trovò impiego come giornalista presso The Gentleman's Magazine pubblicato da Edward Cave.
Secondo Walter Jackson Bate, le richieste di lavoro provenienti dalla rivista e da altri editori erano "di una quantità e di una varietà senza pari" e "così numerose, variegate e disseminate" che "lo stesso Johnson non poteva farne un elenco completo". Durante questo periodo, Johnson subì l'influsso delle "imitazioni" di Orazio composte da Pope e vide come si potevano utilizzare per attaccare la contemporanea corruzione politica. Sia lo stile che i contenuti erano molto popolari e Johnson decise di seguire l'esempio di Pope, creando una propria imitazione.
Nel maggio 1738, London venne pubblicata anonima e nello stesso anno ne venne pubblicata una seconda edizione. Questo fu il suo primo lavoro importante ad essere pubblicato per un ampio uditorio e uno dei più lunghi "componimenti poetici non per il teatro". Quest'opera per Johnson non doveva essere una semplice satira; al contrario, fu scritta per dimostrare le capacità di Johnson come scrittore e acquistare popolarità al fine di favorire la sua carriera letteraria.

## London
London rientra nel genere settecentesco dell'imitazione. L'opera fu scritta sul modello della III Satira di Giovenale: "Non vi è posto a Roma per un romano" che descrive Umbricius che abbandona Roma per andare a vivere a Cuma in modo da sfuggire i vizi e i pericoli della capitale dell'Impero. Nella versione johnsoniana, è Thales che parte per la Cambria, nome latino del Galles, per fuggire dai problemi di Londra. Johnson scelse come modello le satire di Giovenale dato l'apprezzamento per le opere del poeta latino.
La satira descrive i vari problemi di Londra, tra cui viene posto l'accento sulla criminalità, la corruzione e lo squallore dei poveri. Al fine di sottolineare il suo messaggio, i diversi problemi vengono personificati come esseri che cercano di distruggere Londra. Perciò, i personaggi Malvagità, Rapina e Incidente "cospirano" per attaccare gli abitanti della città.
Non si sa chi possa rappresentare il personaggio Thales, ma è probabile che esso rappresenti Richard Savage, l'amico di Johnson che lasciò Londra per andare in Galles.

### Temi politici
Il contenuto di London era contro il governo inglese presieduto da Sir Robert Walpole in carica nel periodo in cui Johnson visse a Londra. Il componimento non nasconde di avere un fondo politico e i versi diretti contro Giorgio II sono ispirarti da un sentimento politico Giacobita. Anche se non è menzionato Giorgio II nel verso 50 ("Let ____ live here, for ____ has learned to live"), secondo Fred Springer-Miller questo verso è una parafrasi di un verso di Nicolas Boileau-Despréaux: ‘Que George vive ici, puisque George y sait vivre’ (Satire, I.34), e quindi ‘George,' cioè Giorgio II, va inserito negli spazi vuoti lasciati da Johnson.
La scelta della città di Londra fu vista come un mezzo per attaccare il partito Whig che era guidato da Robert Walpole. In particolare, Johnson paragona le azioni del re Giorgio II e di Walpole a quelle degli imperatori durante il declino dell'Impero Romano. Parte dell'attacco include, come evidenzia Brean Hammond, "una nostalgica glorificazione della storia inglese che va di pari passo con la rappresentazione di un presente in preda a forme di corruzione mai prima viste". Questa "nostalgica glorificazione" comprende diversi riferimenti alla Regina Elisabetta e alla sua vittoria sugli Spagnoli invasori e al contempo Johnson accusa Walpole di cercare di consentire alla Spagna di impadronirsi dei capisaldi commerciali inglesi.

## Valutazioni
Johnson fu un severo giudice della sua opera; nel 1748 ne pubblicò una edizione riveduta e giunse a criticare aspramente il genere delle imitazioni poetiche cui apparteneva London. Un altro aspetto del suo componimento che non piaceva più a Johnson nei suoi ultimi anni era la preferenza accordata alla campagna invece che alla città. Comunque, i suoi contemporanei non furono d'accordo con le sue successive valutazioni, e Alexander Pope sin dall'inizio affermò:"l'autore verrà presto déterré" (portato alla luce, reso noto), ma questo sarebbe accaduto solo 15 anni dopo. Questa fu la seconda volta che Pope direttamente elogiò un'opera di Johnson. Non tutti apprezzarono il componimento, poiché i temi politici trattati causarono maretta a corte e fra i sostenitori del governo guidato da Walpole. Johnson non ricevette il riconoscimento come una delle maggiori figure della letteratura fino a pochi anni dopo, quando cominciò a lavorare al suo A Dictionary of the English Language.
L'editore e libraio Robert Dodsley comprò i diritti d'autore da Johnson per £10. Successivamente, London sarebbe stato giudicato come il suo secondo più grande componimento poetico, poiché La vanità degli umani desideri sarebbe stato il primo secondo Walter Scott e T. S. Eliot. Un critico successivo, Howard Weinbrot, d'accordo con le valutazioni di Scott ed Eliot, afferma "London merita di essere letto, ma La vanità degli umani desideri è uno dei più grandi componimenti poetici scritti in lingua inglese." Allo stesso modo, Robert Folkeflik dice, "Non è il più importante componimento, per il semplice motivo che La vanità degli umani desideri è migliore". Alcuni critici, come Brean Hammond, considerano London come "niente di più che un certo meccanico aggiornamento della III Satira di Giovenale." Altri, come Walter Jackson Bate considerano il componimento "magistrale nella sua metrica".